# Bluverde Filmproduktion
Bluverde Filmproduktion GmbH ist eine deutsche Film- und Fernsehproduktionsfirma mit Sitz in Berlin.

## Geschichte
Gegründet wurde das Unternehmen 1992 in Oldenburg von dem Regisseur Angelo Colagrossi, dem Musiker Achim Hagemann, dem Comedian Hape Kerkeling und dem Produzenten Arno Müller unter dem Namen Cheese F.V.T. 2007 zog die Firma nach Berlin und änderte ihren Namen in Bluverde F. V. T. GmbH. Geschäftsführer war der Regisseur Angelo Colagrossi.

## Film- und Fernsehproduktionen
Der erste Fernsehproduktion, den die Firma für RTL produzierte, war 1994 die Fernsehserie Cheese mit zwölf Folgen. Es folgte 1995 in Zusammenarbeit mit dem WDR die Fernsehserie Warmumsherz. 2001 produzierte Cheese F.V.T. den Spielfilm Alles wegen Paul, ehe 2004 in Zusammenarbeit mit Rialto Film der Spielfilm Samba in Mettmann folgte. 2006 wurde gemeinsam mit Roof Music das Hörbuch Ein Mann, ein Fjord aufgenommen, was im Auftrag des ZDF 2009 verfilmt wurde. Für Constantin Film und ZDF entstand 2009 schließlich der Spielfilm Horst Schlämmer – Isch kandidiere! Die Hauptrollen wurden jeweils mit Hape Kerkeling besetzt. 2010 wurde für RTL die Fernsehshow Hapes zauberhafte Weihnachten aufgenommen. Bluverde F.V.T. produziert Fernsehfilme im Unterhaltungsbereich für öffentlich-rechtlichen wie auch private Fernsehsender in Deutschland.

## Spielfilme, Fernsehfilme und Fernsehshows
- Cheese (1994)
- Warmumsherz (1995)
- Alles wegen Paul (2001)
- Ein Mann, ein Fjord! (2009)
- Horst Schlämmer – Isch kandidere! (2009)
- Hapes zauberhafte Weihnachten (2010)
- Türkisch für Anfänger (2012)

## Auszeichnungen
- 2007: Deutscher Hörbuchpreis für Ein Mann, ein Fjord
- 2011: Deutscher Comedy-PreisKaren Gottschild: Deutscher Comedypreis – Dirk Bach zu Hella von Sinnen: „Die deutsche Unterhaltung braucht dich, meine dicke Freundin!“ | Unterhaltung. In: bild.de. 2. Oktober 2012, abgerufen am 16. März 2024. 2011 für Hapes zauberhafte Weihnachten